# Quentin Tarantino
Quentin Jerome Tarantino (Knoxville, Tennessee, 1963. március 27. –) kétszeres Oscar-díjas olasz származású amerikai rendező, színész, forgatókönyvíró, producer, az amerikai független film egyik legnagyobb hatású alakja.

## Élete és pályafutása
Apja, Tony Tarantino olasz származású amerikai színész és amatőr zenész volt, anyja Connie McHugh félig ír, félig cseroki indián. Quentin (aki ezt a nevet Burt Reynolds Gunsmoke című tévésorozata után kapta) apját sohasem ismerte, mivel az születése után elhagyta anyját. Gyermekéveit Los Angelesben töltötte, iskoláit nem fejezte be. 1987-ben megírta a Tiszta románc forgatókönyvét és a Született gyilkosokat. Az előbbit Tony Scott rendezte meg 1993-ban, az utóbbit pedig Oliver Stone 1994-ben. Tarantino később maximálisan elhatárolódott Stone verziójától, mert szerinte a film irányvonala nem az ő forgatókönyvét tükrözte, és egyenesen förtelmesnek nevezte azt, amit Stone „összefércelt” az írásából. A Tiszta románc forgatókönyve végül ötvenezer dollárért kelt el, és az addig évi 8000 dollárt kereső filmes megírhatta a Kutyaszorítóbant.

### Kutyaszorítóban
Elszerződött segédírónak egy kis hollywoodi produkciós társasághoz, a CineTelhez, Lawrence Benderhez. 1992-ben készítette első nagyjátékfilmjét Harvey Keitel támogatásával. Tarantino 28 évesen írta a Kutyaszorítóban forgatókönyvét. 
A film egy balul sikerült gyémántrablás következményeit meséli el. Tele van később sokat idézett aranyköpésekkel és kiváló színészi alakításokkal. A videotékában ismerkedett meg későbbi társával, Roger Avaryvel, aki íróként besegített neki forgatókönyvei megírásába. Quentin a Kutyaszorítóban-t ekkor még csak alacsony költségvetésű, fekete-fehér filmként képzelte el. Bender látott fantáziát a dologban: a forgatókönyvet Harvey Keitelhez juttatta el, aki a remek szkripten felbuzdulva a szereplők összeszedése mellett saját 400 000 dollárjával szállt be a finanszírozásba. Miközben a szereplők toborzása folyt, Tarantino és Bender közösen megalapították A Band Apart Productionst (Tarantino ezt a nevet Jean-Luc Godard A Bande á Part (1964) című filmje után adta cégének). Tarantino karrierje innentől szárnyra kap: Tony Scott rendezésében a mozikba kerül a Tiszta románc (1993). A rendező Oliver Stone-nal ellentétben nem formálja saját ízlésének megfelelően Tarantino írását. Az üdítően stílusos párbeszédek megragadnak a nézőben; Dennis Hopper és Christopher Walken zseniális dialógusát a mórokról az év öt legjobb jelenete közé választották. A film érdekessége még néhány óriási sztár minimális szerepe, így Samuel L. Jackson vagy Brad Pitt kétsoros szerepe is.

### Mások filmjeiben
A csúcsra jutott Tarantino a legnagyobb stúdióktól kapott felkérést többek között a Men in Black – Sötét zsaruk megrendezésére, valamint a Féktelenülre. Ezeket az ajánlatokat visszautasította, és inkább egy tévésorozat epizódját rendezte (Vészhelyzet: Anyaság című epizód) a Warner Brothers megbízásából, valamint szabadidejében kissé csorba forgatókönyvek éleit csiszolhatta élesre (A szikla).
1995-ben elvállalt egy kisebb cameo szerepet Robert Rodríguez Desperadójában, majd részt vállalt másik három független filmes, nevezetesen Alexandre Rockwell, Allison Anders és Robert Rodriguez projektjében, a Négy szobában. Ebben a négyesben az utolsó szobáért, a Hollywoodi ember című kis szkeccsért felelt. Quentin jó szokásához híven megint a régmúlt nagyjait hívta segítségül, amikor megírta ezt az epizódot: a hírhedt fogadás nem titkoltan a Man from the South-ból jött, amely az „Alfred Hitchcock bemutatja” című sorozatban ment le 1960-ban Peter Lorre és Steve McQueen főszereplésével.

### Alkonyattól pirkadatig
Miután elutasította a Directors Guild of America tagsági ajánlatát Rodriguezzel közösen elkészített egy több műfaji elemből – western, road movie, vámpírfilmek – táplálkozó filmet, az Alkonyattól pirkadatigot.

### Jackie Brown
Tarantino rendezői visszatéréséhez egy gyerekkorában bálványozott író, Elmore Leonard Rum Punch című könyvét vette alapul. A Jackie Brown ismét a hetvenes évek hangulatában tobzódik, és Quentin megint a régmúlt sztárjait vonultatja fel. A szereposztás most sem hagy kívánnivalót maga után, hisz a kisebb szerepekben is a rendező gyermekkorának olyan bálványai szerepelnek, mint Robert De Niro, Robert Forster, és Pam Grier.
Tarantino itt sem hazudtolja meg önmagát filmes utalásaival: Ms. Brown a táskacserét követően abban a ruhában rohangál, amit a Mrs. Mia Wallace a Ponyvaregényből viselt a túladagolásának estéjén, vagy említésre érdemes még a film kezdőjelenete, melyet a Diploma előtt c. film ihletett. A film egyaránt megosztotta a kritikusokat és a nézőket. Mindenki újra a Ponyvaregényt várta. A Jackie Brown filmesztétikai szempontból azonban sokkal érettebb alkotás.

## Filmjei

### Filmjeinek stílusa
A hangsúlyt általában a karakterek közötti frappáns dialógusokra helyezi, ezenkívül gyakori és durva erőszak, valamint trágár beszéd jellemzi filmjeit. Filmjeiben mindig licencelt zeneszámokat használ a filmhez írt zene helyett. Ez alól kivétel a rendező 8. filmje (a Kill Bill 1. és 2. részét Tarantino egy alkotásként tartja számon), az Aljas nyolcas, amelynek zenéjét a legendás zeneszerző, Ennio Morricone komponálta. Saját védjegyei: szívesen mutat női lábfejeket, és majdnem minden filmjében szerepel egy jelenet, melyben a kamera egy autó csomagtartójából (vagy motorházából) néz ki. Előszeretettel utal műveiben más filmekre, akár sajátjaira is. Előfordul filmjeiben, hogy a kép átvált színesből fekete-fehérbe, majd vissza. Főleg két ember szereplésekor használ szívesen békaperspektívát. Jellemzőek filmjeiben még az igen hosszú (akár 5-10 perces) snittek is (pl. a Ponyvaregény éttermi jelenete nappal).

### Szereposztásai
Előszeretettel dolgozik gyakran ugyanazokkal a színészekkel, akik közül nem egy gyerekkori bálványa. Gyakran szerepeltetett színészei: Zoë Bell, Harvey Keitel, Samuel L. Jackson, Michael Madsen, Michael Parks, Brad Pitt, Leonardo Dicaprio, Tim Roth, Uma Thurman, Bruce Willis, Kurt Russell. Közismert arról is, hogy rég elfeledett színészeket fedez fel újra. Ő indította be ismét John Travolta hanyatlóban lévő karrierjét a Ponyvaregénnyel, valamint David Carradine (Kill Bill) és Kurt Russell (Halálbiztos) is tőle kapott lehetőséget a nagy visszatérésre.

## Filmográfia

### Rendezések

#### Nagyjátékfilmek
- 2019 Volt egyszer egy Hollywood (Once Upon a Time in Hollywood)
- 2015 Aljas nyolcas (The Hateful Eight)
- 2012 Django elszabadul (Django Unchained)
- 2009 Becstelen brigantyk (Inglourious Basterds)
- 2007 Grindhouse – Halálbiztos (Grindhouse: Death Proof)
- 2005 Sin City – A bűn városa (1 jelenet)
- 2004 Kill Bill 2.
- 2003 Kill Bill 1.
- 1997 Jackie Brown
- 1995 Négy szoba (A Hollywoodi ember c. szkeccs)
- 1994 Ponyvaregény (Pulp Fiction)
- 1992 Kutyaszorítóban (Reservoir Dogs)

#### Televíziós sorozatok
- 2003 Jimmy Kimmel live
- 2000 CSI: A helyszínelők
- 1994 Vészhelyzet

### Forgatókönyvíró
- 2019 Volt egyszer egy Hollywood
- 2015 Aljas nyolcas
- 2012 Django elszabadul
- 2009 Becstelen brigantyk
- 2007 Grindhouse – Halálbiztos
- 2004 Kill Bill 2.
- 2003 Kill Bill 1.
- 1997 Jackie Brown
- 1996 Alkonyattól pirkadatig
- 1996 Vérfagyasztó
- 1995 Négy szoba
- 1994 Született gyilkosok, Ponyvaregény
- 1993 Tiszta románc
- 1992 Kutyaszorítóban

### Szerepei
- 2012 Django elszabadul – Rabszolgakísérő
- 2007 Sukiyaki Western Django – Piringo
- 2007 Grindhouse – Terrorbolygó – Egy katona
- 2007 Grindhouse: Halálbiztos – Warren, a bárpultos
- 2005 Szabadság Vihara
- 2006 Hell Ride
- 2005 The Muppets' Wizard of Oz
- 2001 Alias (TV Sorozat) – McKenas Cole
- 2000 Sátánka – Deacon
- 1996 Girl 6 – A hatodik hang – Q.T
- 1996 Alkonyattól pirkadatig – Richard Gecko
- 1995 Desperado – Pick-up Guy
- 1995 Négy szoba (rész "The Man from Hollywood") – Chester
- 1995 Destiny Turns On the Radio – Johnny Destiny
- 1994 Sleep With Me – Sid
- 1994 Ponyvaregény – Jimmie Dimmick
- 1992 Kutyaszorítóban – Mr. Brown
- 1987 My Best Friend's Birthday – Clarence Pool

## Jelentősebb díjak

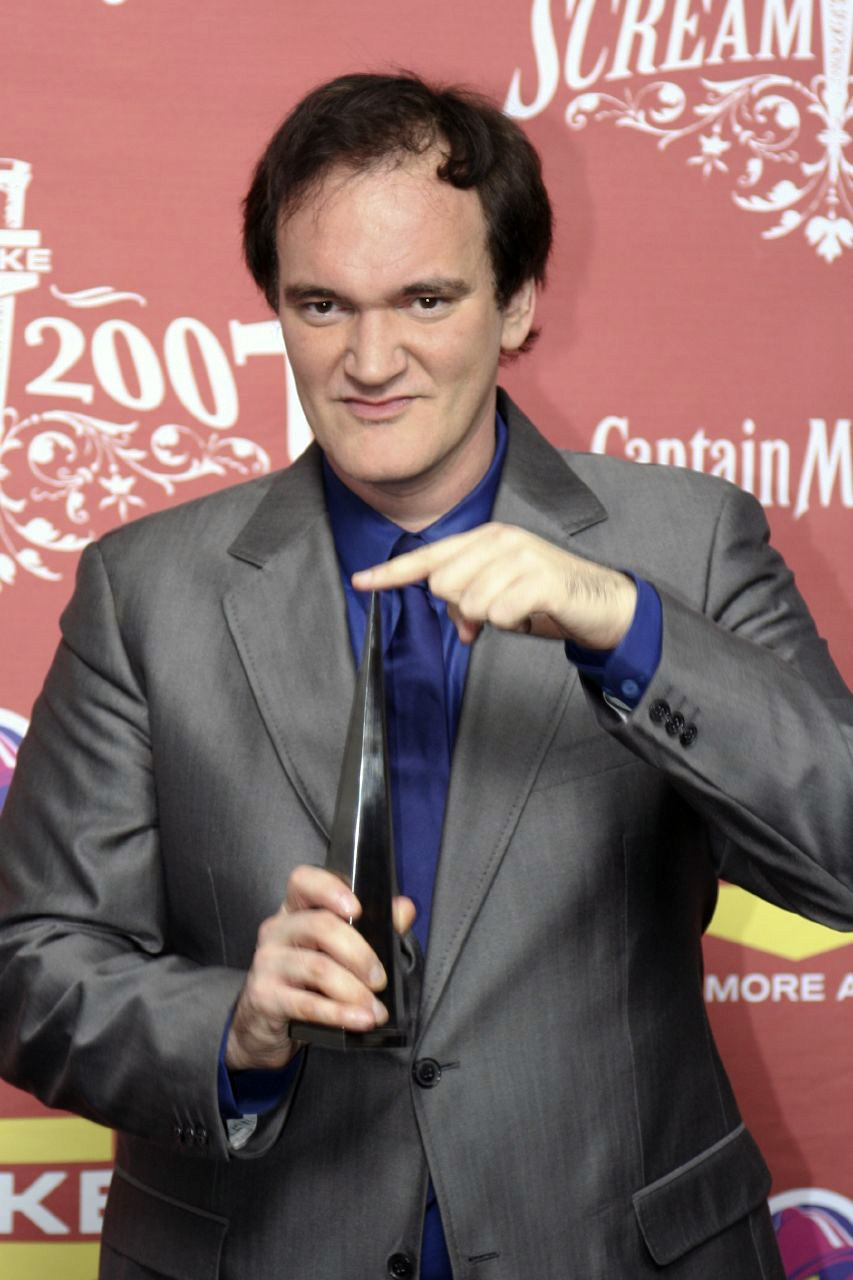
Tarantino – 2007 Scream Awards

- 2013 Oscar-díj, legjobb eredeti forgatókönyv (Django elszabadul)
- 2013 Golden Globe-díj, legjobb forgatókönyv (Django elszabadul)
- 2013 Lumière-díj (életműdíj)
- 1995 Oscar-díj, legjobb eredeti forgatókönyv (Ponyvaregény)
- 1995 BAFTA-díj, legjobb forgatókönyv (Ponyvaregény)
- 1995 Golden Globe-díj, legjobb forgatókönyv (Ponyvaregény)
- 1994 Cannes-i Nemzetközi Filmfesztivál, Arany Pálma (Ponyvaregény)

## Kötetei magyarul
- Született gyilkosok; ford. Bart Dániel; Ulpius-ház, Bp., 2000 (Tarantino sorozat)
- Ponyvaregény; ford. Schéry András; Ulpius-ház, Bp., 2000 (Tarantino sorozat)
- Jackie Brown; ford. Speier Dávid; Ulpius-ház, Bp., 2001 (Tarantino sorozat)
- Becstelen brigantyk. Forgatókönyv; ford. Totth Benedek; Cartaphilus, Bp., 2009 (Cartaphilus forgatókönyvek)
- Ponyvaregény. Forgatókönyv; ford. Schéry András; Cartaphilus, Bp., 2012
- Volt egyszer egy Hollywood; ford. Sepsi László; Helikon, Bp., 2021
- Cinema Speculation; ford. Sepsi László; Helikon, Bp., 2023